# The Chameleons
The Chameleons (The Chameleons UK nos Estados Unidos) é uma banda britânica de rock, formada em 1981, em Manchester. A banda era constituída por Mark Burgess (voz e baixo), Reg Smithies (guitarra), Dave Fielding (guitarra) e John Lever (bateria; em substituição de Brian Schofield, um dos membros fundadores).
Lançaram o seu primeiro álbum Script of the Bridge em 1983, seguido por What Does Anything Mean? Basically, em 1985, e Strange Times, em 1986.
Caracterizados por um estilo de pós-punk melódico, os The Chameleons interromperam a sua carreira em 1987 por morte do seu manager Tony Fletcher.
De 1987 a 2000, os membros da banda seguem com projetos diversos: Burgess e Lever nos The Sun and The Moon, e Smithies e Fielding nos The Reegs. Neste período de treze anos, são editados álbuns de concertos ao vivo e em programas de rádio, ensaios, e demos. 
Em 2000 reúnem-se para 3 concertos, e cujo sucesso os leva a manterem-se juntos para a edição de 3 álbuns: 2 de versões acústicas, Strip, em 2000, e This Never Ending Now, em 2002, e um novo de originais, Why Call It Anything?, em 2001. Até 2003, ano em que de novo se separam, efectuam diversos concertos pela Europa e Estados Unidos.
Mark Burgess continua a tocar as músicas dos The Chameleons numa outra banda de nome Chameleons Vox.

## Discografia

### Álbuns originais
- Script of the Bridge, (1983)

1. Don't Fall - 4:06
2. Here Today - 3:57
3. Monkeylan - 3:57
4. Secon Skin - 6:51
5. Up the Down Escalator - 3:57
6. LessThan Human - 4:12
7. Pleasure and Pain - 5:11
8. Thursday's Child - 3:32
9. As High as You Can Go - 3:35
10. A Person Isn't Safe Anywhere These Days - 5:43
11. Paper Tigers - 4:17
12. View from a Hill - 6:39

- What Does Anything Mean? Basically (1985)

1. Silence, Sea and Sky
2. Perfume Garden
3. Intrigue in Tangiers
4. Return of the Roughnecks
5. Singing Rule Britannia (While the Walls Close In)
6. On the Beach
7. Looking Inwardly
8. One Flesh
9. Home Is Where the Heart Is
10. P.S. Goodbye
11. In Shreds
12. Nostalgia

- Strange Times (1986)

1. Mad Jack - 3:58
2. Caution - 7:51
3. Tears - 5:07
4. Soul in Isolation - 7:29
5. Swamp Thing - 5:57
6. Time the End of Time 5:42
7. Seriocity - 3:00
8. In Answer - 4:54
9. Childhood - 4:39
10. I'll Remember - 3:46
11. Tears - 5:09
12. Paradiso - 4:35
13. Inside Out - 3:34
14. John, I'm Only Dancing - 2:30
15. Tomorrow Never Knows - 6:08

- Why Call It Anything? (2001)

1. Shades
2. Anyone Alive?
3. Indiana
4. Lufthansa
5. Truth Isn't Truth Anymore
6. All Around
7. Dangerous Land
8. Music In The Womb
9. Miracles And Wonders
10. Are You Still There?

### Álbuns ao vivo
- Tripping Dogs (1990, ao vivo)
- Live in Toronto (1992)
- Free Trade Hall Rehearsal (1993, ao vivo)
- Live at the Gallery Club, Manchester, 1982 (1996)
- Live at the Academy (2002)

### Álbuns acústicos (temas antigos)
- Strip (2000, duas músicas originais)
- This Never Ending Now (2003)